# Tripogandra angustifolia
Tripogandra angustifolia là một loài thực vật có hoa trong họ Commelinaceae. Loài này được (B.L.Rob.) Woodson miêu tả khoa học đầu tiên năm 1942.